# Elben (Adelsgeschlecht)

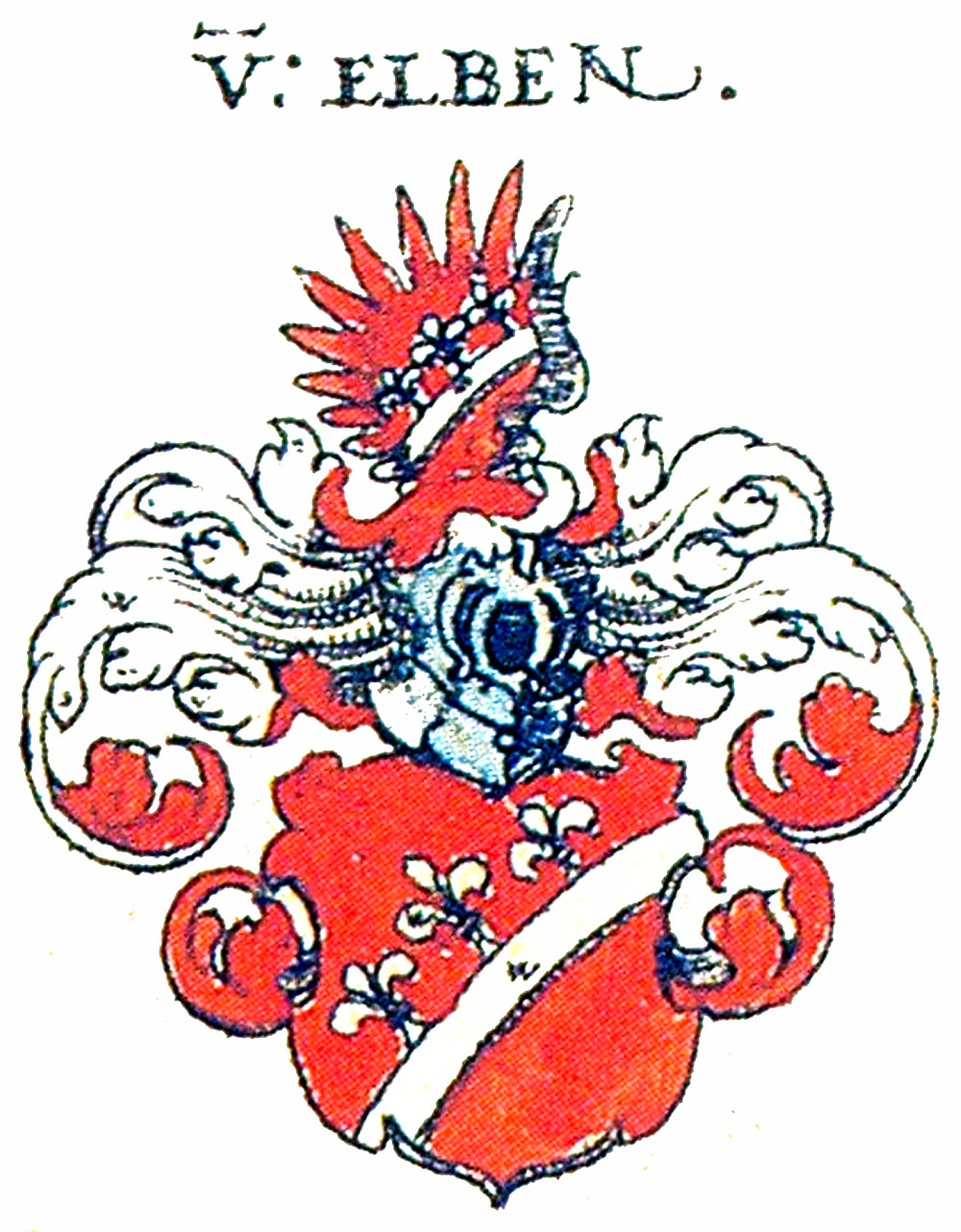
Wappen derer von Elben in Siebmachers Wappenbuch von 1605

Die Herren von Elben waren ein erstmals in der 2. Hälfte des 12. Jahrhunderts dokumentiertes und 1535 in der männlichen Linie ausgestorbenes Geschlecht Edelfreier in Nordhessen.  Mitglieder des Geschlechts hielten als Ministeriale des Stifts St. Alban vor Mainz, der Landgrafen von Hessen und der Abtei Hersfeld wichtige Ämter in Niederhessen und hatten Allodial- und Lehnsbesitz vor allem in und um Elbenberg bei Naumburg im heutigen Landkreis Kassel, aber auch im benachbarten Schwalm-Eder-Kreis sowie östlich der Fulda in der Söhre.  Ihre Geschichte ist allerdings nur lückenhaft und vor allem durch vereinzelte Besitzbezeugungen überliefert.
Der Aufstieg des Geschlechts fällt in die Zeit vor und um die Loslösung Niederhessens von der Landgrafschaft Thüringen nach dem Tode des letzten Ludowinger Landgrafen, Heinrich Raspe, im Jahre 1247.

## Die Elber Mark als Ausgangsbasis
Die erste bekannte Erwähnung des Geschlechts stammt aus der Zeit zwischen 1155 und 1191, als Gisela von Elben zum Seelenheil ihres offenbar verstorbenen Mannes Konrad zwei Hufen Land bei Obermelsungen an das Kloster Breitenau übereignete.
Vollends fassbar wird das Geschlecht dann im 13. Jahrhundert. Wohl im Jahre 1231, als das Stift St. Alban vor Mainz in den Besitz der sogenannten Elber Mark – d. h. der Dörfer Altendorf, Beltershausen und Elben (mit Elberberg) – gekommen war, wurden die Herren von Elben zu Vögten der Mark und Markmeistern der Markgenossenschaft eingesetzt. Die Mark Elben wurde von der weltlichen Gerichtsbarkeit des Stifts St. Alban befreit und erhielt ein eigenes Gericht. Noch im Jahre 1440 werden die Märker in Elben, Altendorf und Beltershausen in einem Weistum als eigentliche Inhaber der Elber Mark bezeugt, mit den Herren von Elben als erblichen Markmeistern und den Greben von Elben als Untermarkmeistern.
Von dieser Basis aus erwarben die Herren von Elben im Laufe des 13. Jahrhunderts, als Parteigänger der Herzogin Sophie von Brabant und ihres Sohnes Heinrich, des ersten Landgrafen von Hessen, bedeutende Ämter, Einfluss und Besitz in Niederhessen.

## Konsolidierung während der Entstehung der Landgrafschaft Hessen
Als Erzbischof Siegfried von Mainz am 27. Februar 1247, schon elf Tage nach Heinrich Raspes Tod, die einflussreichsten Herren der Gegend in Fritzlar zusammen rief, um die Nachfolge des Verstorbenen in dessen von Mainz seit 1121 zu Lehen gehaltenen nordhessischen Gebieten in seinem Sinne zu regeln, war unter den Anwesenden auch Konrad II. von Elben, der zu dieser Zeit als Ministerialer, wahrscheinlich als Burgmann und Amtmann, der Ludowinger auf der Obernburg in Gudensberg residierte, bei dem niederhessischen Haupt- und Gerichtsort Maden. Als Sophie von Brabant im Frühjahr 1248 in Hessen erschien, um den Anspruch ihres Sohnes Heinrich auf sein ludowingisches Erbe durchzusetzen, war Konrad von Elben einer der einflussreichen hessischen Adligen, die sich in ihrer Umgebung aufhielten, und er wird danach als ihr „treuester und thätigster Anhänger“ bezeichnet.
Nachdem Herzogin Sophie am 2. März 1250 in einem Vertrag ("Eisenacher Richtung") ihren Vetter Heinrich II. von Meißen, den neuen wettinischen Landgrafen von Thüringen, als vormundschaftlichen Regenten für ihren Sohn für die Wartburg und Hessen berufen hatte, ließ dieser die mainzischen Lehen, d. h. ungefähr die spätere Landgrafschaft Hessen, durch die von ihm ernannten Landrichter Wernher II. von Bischofshausen und Konrad von Elben und den Vogt Heinrich von Glizberg in Besitz nehmen und verwalten. Konrad von Elben hatte dieses Amt bis 1256 inne. Er stand, wie der größte Teil des hessischen Adels, auf der Seite Sophies in deren Kampf um das Erbe der Ludowinger, in dem sie ihrem Sohn Heinrich zumindest die Landgrafschaft Hessen zu sichern suchte. Er war es, der im Jahre 1254 die Burg auf dem Niedensteiner Kopf für Sophie gegen die Leute des Mainzer Erzbischofs Gerhard von Dhaun hielt und im Auftrage Sophies am Westhang des Burgbergs, auf dem ihm selbst gehörenden Gebiet der Urgemarkung Wichdorf, die neue, schon 1259 als Stadt (oppidum) bezeichnete Siedlung Niedenstein („Nydensteyne“) gründete, deren nahe Höhenburg Burg Niedenstein spätestens seit 1236 in Teilbesitz der Adelsfamilie war.
Wohl um die gleiche Zeit oder bald danach verpfändete Herzogin Sophie die im Jahre 1249 von ihren Leuten eroberte Burg Reichenbach bei Hessisch Lichtenau an Konrads Bruder oder Sohn Thilo von Elben und Eckhard von Kappel, um Mittel zur Finanzierung ihres Erbfolgekampfes zu mobilisieren.
Ein weiterer Bruder Konrads war Dietrich (Diedericus) der Ältere, der im Jahre 1253 in einer Schenkungsurkunde an das Kloster Breitenau zusammen mit Konrad als Eigentümer von Gütern in Altenstädt bei Naumburg genannt wird und auch noch im Jahre 1267 bekundet ist. Ebenfalls im Jahre 1267 bekundet sind Hermann von Elben, Kanoniker im Petristift Fritzlar, und Dietrich von Elben der Jüngere.
1260 sind die Herren von Elben als Inhaber der Niederen Gerichtsbarkeit über Obervorschütz bei Gudensberg bezeugt.
Im Jahre 1266, als der Edelfreie Wittekind von Naumburg, Domherr in Magdeburg und Kanoniker in Halberstadt, mit Einwilligung seiner Neffen, die Burg in Naumburg, die bei Wolfhagen gelegene Weidelsburg und das den Naumburgern von den Landgrafen von Hessen verpfändete Gericht Elben („Hagebuche“) an Erzbischof Werner von Mainz verkaufte, blieb die Elber Mark – d. h., die Dörfer Altendorf, Beltershausen und Elben (mit Elberberg) – von diesem Verkauf ausgeschlossen, und die Herren von Elben blieben dort Vögte und Markmeister des Stifts St. Alban vor Mainz. Im Laufe der Zeit gelang es ihnen, ihre Vogtei in faktischen Eigenbesitz zu verwandeln.  
Das Stift St. Alban erwarb im Jahre 1266 auch die Vorgängerburg des heutigen Schlosses Elberberg, und die Herren von Elben dürften als Vögte der Elber Mark dort ihren Amtssitz gehabt haben. Im Jahre 1386 erhielten sie diese Burg dann zu Lehen.

## Besitzausweitung im 14. Jahrhundert
Im Verlauf des 14. Jahrhunderts konnte die Familie weiteren Besitz durch Belehnung, Heiraten und Erbschaften erwerben.  Eine Urkunde aus dem Jahre 1314 erwähnt den Gudensberger Amtsvogt Dieterich von Elben und seinen Bruder Heimerad. Der Erwerb des Kirchenpatronats über die Kirche in Bettenhausen im Jahre 1318 ist offensichtlich mit zu diesem Zeitpunkt bereits vorhandenem Grundbesitz in dem Dorf verbunden; dieser fiel im Jahre 1535 durch Erbschaft an das Geschlecht derer von Buttlar zu Elberberg.  In den Jahren von 1324 bis zum Aussterben des Geschlechts 1535 ist die Belehnung derer von Elben durch die Grafen von Ravensberg mit dem Zehnten und Gütern in Oberelsungen bei Zierenberg beurkundet (so z. B. 1429 an die Brüder Thiele und Werner von Elben, 1478 an Werner von Elben, und 1489 und 1535 an Heimbrod von Elben).
Am 3. Februar 1335 erscheinen Johann von Elben, Pleban zu Gudensberg, und Heinrich von Elben, Knappe und Burgmann zu Gudensberg, als Zeugen einer Verkaufsurkunde. Mit dem Aussterben der edelfreien Herren von Gudensberg im Mannesstamme kurz nach 1335 ging deren Lehensbesitz, einschließlich des Burgmannensitzes auf der Obernburg, auf Grund eines im Jahre 1323 geschlossenen Ganerbenvertrags an die Herren von Elben, die damit stattlichen Besitz im Raum Gudensberg erwarben. Sie waren das zweite Burgmannengeschlecht, das seinen Sitz dauernd auf der Obernburg selbst hatte; die anderen Burgmannen, wie die Ritter von Grifte und von Gleichen, hatten freiadelige Häuser in der Stadt. Allerdings war es Ekkebrecht von Grifte, der die Obernburg 1387 erfolgreich verteidigte, und die Herren von Elben sind dabei nicht erwähnt.
1345 verpfändete Erzbischof Heinrich III. von Mainz einen Teil des Amts Naumburg an Graf Otto II. von Waldeck, den anderen Teil an Thilo von Elben, dessen Teil 1384 an Friedrich III. von Hertingshausen und damit an die Herren von Hertingshausen kam.
Eine Urkunde vom 2. Juni 1351 (heute im Staatsarchiv Marburg) besagt, dass die Brüder Thyle, Heimrad (Heimbrod) und Werner von Elben vertraglich bereit sind, ihre Lehnsrechte auf das Dorf Wellerode, heute Ortsteil von Söhrewald, an die Äbtissin des Klosters Kaufungen, Jutta von Katzenelnbogen (1310–1378), zu verkaufen. Im Jahre 1354 bot die Stadt Gudensberg an, Hermann von Elbens Pfand auf das nahe Dorf Stockhausen auszulösen. 1365 stifteten Hermann von Elben, Burgmann in Gudensberg, und seine Ehefrau Else das Hospital zum Heiligen Geist in Gudensberg. Im Jahre 1370 ist beurkundet, dass Tile von Elben und sein Bruder Heimbrod, wohl Söhne des Hermann und der Katharina von Elben, Einkommen von einem Hof in Altendorf bezogen, den das Peterstift Fritzlar von ihren Eltern gekauft hatte. Die Herren von Elben hielten das Untergericht von Lohne wohl seit 1386 als landgräfliches Lehen bis zu ihrem Aussterben.  Auch einen Teil des Dorfes Deute hielten sie als landgräfliches Lehen, wobei der Zeitpunkt der Erstbelehnung nicht bekannt ist.
Als es in den Jahren 1376–1378 wegen scharfer Steuererhöhungen durch Landgraf Heinrich II. in den meisten niederhessischen Städten und innerhalb des Landadels zu großem Unwillen und sogar zur zeitweiligen Besetzung der landgräflichen Burg in Kassel kam, war Helmbrod von Elben einer der Opponenten, die deswegen von Heinrichs Neffen, Mitregenten und Nachfolger Hermann II. gefangen genommen wurden und erst 1378 nach dem Ende der Rebellion wieder frei gelassen wurden.

### Äbte
Im 14. Jahrhundert finden sich mindestens drei Mitglieder des Hauses als Äbte von wichtigen nordhessischen Klöstern: 
- Abt Berthold I. von Elben 1300–1305 in der Abtei Hersfeld,[18]
- Abt Werner von Elben 1314–1339 im Kloster Breitenau und
- Abt Johann II. von Elben 1343–1367 in der Abtei Hersfeld.

## Das 15. Jahrhundert und die Bundesherrenfehde
Wie nicht anders zu erwarten, so waren die Herren von Elben in mannigfacher Weise mit den anderen Rittergeschlechtern der engeren und weiteren Gegend verwandt und verschwägert. Dies konnte einerseits zu wertvollen Erbschaftsansprüchen führen und Verbündete in den zahlreichen Fehden der Zeit mobilisieren, barg anderseits aber auch das Risiko, in die Fehden anderer hineingezogen zu werden. So ist im Jahre 1431 ein Fehdebrief Eberhards von Tottenheim an Kraft von Hohenlohe unterschrieben von Hermann von Elben, Hermann von Hansberg, Simon und Ewald Schlitz, Ott und Gottschalk von Buchenau, Kurt und Hermann Rumrott, Erck von Schenkwalt, Mangolt von Eberstein, Bastian Jung, Ebberhard Burkhardt, Hans Greck und Michel von der Tann, allesamt miteinander verwandt oder verschwägert.
Im Jahre 1432 erhielt Werner von Elben den halben Zehnten zu Niedenstein von Landgraf Ludwig I. übertragen. Von 1472 bis 1482 verwaltete im Namen des Landgrafen Burg Grebenstein.
In der Mitte des 15. Jahrhunderts kam es dann zu einer langen, für die Dörfer der Gegend verheerenden und für eine Anzahl der beteiligten Ritter tödlichen Fehde, der in den Jahren 1450 bis 1454 gipfelnden Bundesherrenfehde. Hauptbeteiligte waren einerseits Werner von Elben und andererseits die für ihre Fehdelust als Raubritter berüchtigten Reinhard von Dalwigk und Friedrich IV. von Hertingshausen, die auf den benachbarten Burgen Naumburg und Weidelsburg als Amtmänner saßen. Der Streit begann schon um 1440, eskalierte über Jahre, und wurde erst im Dezember 1454 endgültig beigelegt. Die heiße Phase begann im Juni 1450. Beide Seiten sicherten sich zahlreiche Verbündete unter der Ritterschaft Niederhessens, und die Verbündeten Werners von Elben nannten sich die „Bundesherren“.  Wiederholte Versuche des Landgrafen Ludwig, ein Ende der Feindseligkeiten herbeizuführen, waren erfolglos. Felder wurden verwüstet, Vieh weggetrieben, Dörfer geplündert und niedergebrannt. Bei dem Dorf Elben kam es 1453 zu einem Kampf zwischen Friedrich von Hertingshausen einerseits und Werner von Elben, Heinrich von Grifte und Otto Hund andererseits; Friedrich von Hertingshausen wurde dabei schwer im Oberschenkel verwundet und gefangen genommen. Am 29. April 1454 überfiel Johann von Meysenbug mit seinen Leuten das Dorf Obervorschütz, das Werner von Elben als landgräfliches Lehen innehatte, und brannte es nieder. Am 8. Juni 1454 wurden Heinrich Schenck, Hans von Born und Henne von Grifte, alle drei Parteigänger Werners von Elben, in der Nähe von Dorla von Johann von Meysenbug und dessen Leuten überfallen und erschlagen. Am 19. November 1454 wurde das Dorf Holzhausen am Hahn mitsamt seiner Kirche von Johann von Meisenbug und seinen Leuten niedergebrannt. Erst im Dezember 1454 gelang es Landgraf Ludwig und Graf Wolrad I. von Waldeck, die Fehde zu beenden. Beide Seiten ließen ihre Gefangenen frei und Friedrich von Hertingshausen wurde für seine Verletzung entschädigt. Reinhard von Dalwigk, Friedrich von Hertingshausen, Johann von Meysenbug und deren Verbündete unterzeichneten einen Sühnebrief für Werner von Elben, dessen Söhne und Heinrich von Grifte. Damit war die Fehde beendet.
Das hohe Ansehen der Herren von Elben in dieser Zeit ist darin ersichtlich, dass bei den langwierigen Verhandlungen, die den Hessischen Bruderkrieg von 1469 beenden sollten, Werner von Elben einer der vier niederhessischen Ritter war, die als Vertreter der Landstände die Verhandlungen führten und am 23. Juni 1469 im Kloster Spieskappel mit den beiden Landgrafen Ludwig II. und Heinrich III. den Schiedsspruch siegelten.
Von 1472 bis 1482 war Werner von Elben hessischer Burgmann auf der Burg Grebenstein. Von 1485 bis 1516 hielten die Herren von Elben, als hessisches Lehen, die Niedere Gerichtsbarkeit in Haddamar bei Fritzlar. Auch die Altenburg bei Felsberg war ihnen einige Zeit als Lehen zugewiesen.

## Ende im 16. Jahrhundert
Das Geschlecht derer von Elben erlosch im Mannesstamm mit dem Tod Konrads (Kurts) von Elben im Jahre 1535. Das allodiale Erbe kam über Konrads Schwestern an deren Ehegatten und Nachkommen. Das vom Stift St. Alban vor Mainz gehaltene Lehen über die Elber Mark und das Schloss Elberberg kam zunächst 1535 an den Ritter und landgräflichen Rat Jakob von Taubenheim, was aber von den anderen Erben Kurt von Elbens angefochten wurde. Wohl schon 1537 kam es dann an die Elbener Ganerben, die Herren von Boyneburg genannt von Hohenstein und die Herren von Buttlar. Im Jahre 1559 verzichteten die von Boyneburg-Hohenstein auf ihren Anteil, und Elben und Elberberg waren danach im alleinigen Besitz der Familie von Buttlar.
Den Elbener Burgsitz in Gudensberg gab Landgraf Philipp im Jahre 1537, zusammen mit andern ehemals Elbener Gütern, seinem Rat Johann Fischer gen. Walter zu Lehen.

## Wappen
- Blasonierung in Siebmachers Wappenbuch: In Rot ein silberner bogenförmiger Schräglinksbalken, besteckt mit drei silbernen Lilien. Auf dem Helm ein Flug wie der Schild tingiert. Die Helmdecken sind rot-silbern.[26]
- Blasonierung im Wappenbuch des Westfälischen Adels: In Rot ein nach rechts gebogener silberner Zweig mit vier silbernen Lilien besetzt. Auf dem Helm wiederholt sich der Zweig zwischen einem offenen silbernen Flug. Die Helmdecken sind rot-silbern.[27]

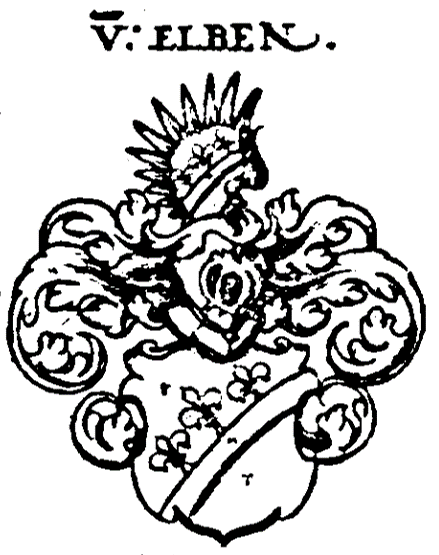
Wappen derer von Elben in Siebmachers Wappenbuch (1772)
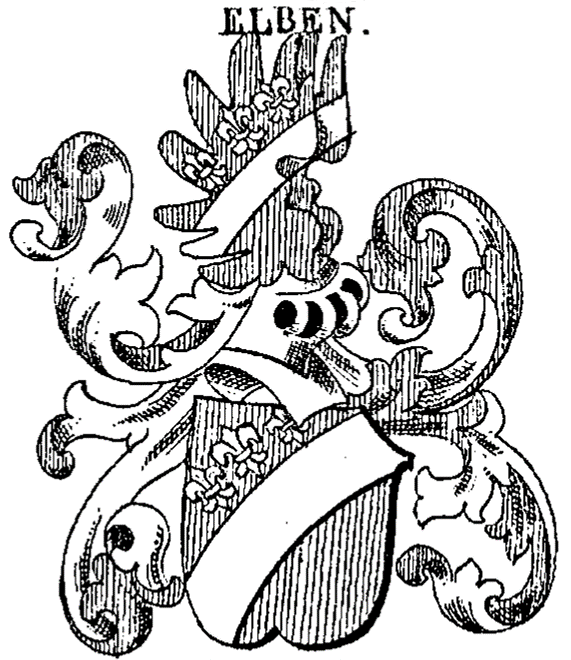
Wappen derer von Elben in Siebmachers Wappenbuch (1882)
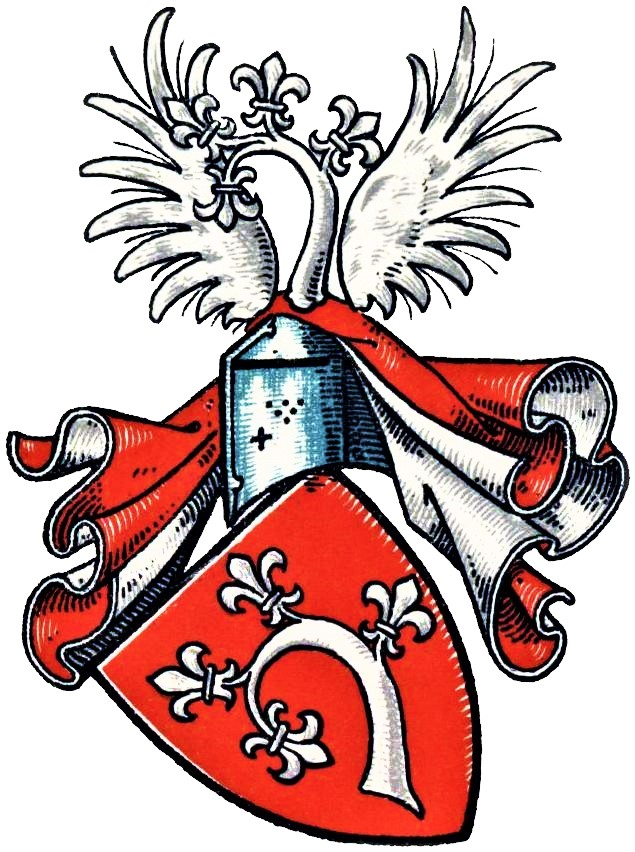
Wappen derer von Elben (hier unter „Elwin“) im Wappenbuch des Westfälischen Adels
Wappen der Gemeinde Söhrewald

Das Wappen der heutigen Gemeinde Söhrewald basiert auf dem der Herren von Elben, wie es auf einem Siegel an der Urkunde aus dem Jahre 1351 zu sehen ist, die als „Geburtsurkunde“ des Söhrewalder Ortsteils Wellerode gilt.  Auf Beschluss der Gemeindevertretung von Söhrewald am 18. Oktober 1972 wurde das Wappen der ehemaligen Gemeinde Wellerode übernommen.  Es zeigt in Rot eine silberne Hirschstange mit vier Enden, die in Lilien auslaufen.